# Breunigweiler
Breunigweiler település Németországban, Rajna-vidék-Pfalz tartományban. Lakosainak száma 452 fő (2023. december 31.).

## Népesség
A település népességének változása:
| Lakosok száma | 267  | 453  | 438  | 444  | 455  | 454  | 452  |
|               | 1975 | 2014 | 2017 | 2019 | 2021 | 2022 | 2023 |